# Улица Парижской Коммуны (Калуга)
Улица Парижской Коммуны — улица в исторической части Калуги, проходит, несколькими участками, от улицы Циолковского в сторону Яченской набережной, оканчивается тупиком. Протяжённость улицы около 470 м. Сквозной проезд по улице отсутствует.

## История
Запланирована на градостроительном плане Калуги 1778 года, как улица, ведущая мимо Преображенской церкви «за верхом» к границе города по реке Яченке.
В XIX веке носила название Балашов переулок, в начале XX века — название Париж, что, возможно, было связано с красотой этого места. Имела свободный выход на Нижнюю Садовую улицу (ныне — Гагарина).
Современное название, в память Парижской Коммуны (революционного правительства Парижа с 1789 по 1794 год), получила с установлением советской власти.
Улица превращается в один из элитных районов города. Крутой берег реки Яченки таит опасности оползней и создаёт сложности строительству в районе улицы

## Достопримечательности
д. 3 — Жилой дом Макушкиных («Порт-Артур»). Макушкины казармы, называемые в народе «Порт-Артур», были снесены в начале 1970-х под строительство жилого комплекса (современный адрес — Гагарина, д. 13).